# Понінківська селищна територіальна громада
Понінківська селищна територіальна громада — територіальна громада в Україні, в Шепетівському районі Хмельницької області. Адміністративний центр — селище Понінка.
Площа громади — 179,96 км², населення — 8231 мешканець (2018).
Утворена 13 серпня 2015 року шляхом об'єднання Понінківської селищної ради та Буртинської сільської ради Полонського району.

## Населені пункти
До складу громади входять 7 населених пунктів — 1 селище, 1 селище і 5 сіл:
| Населений пункт | Населення (2015) |
| --------------- | ---------------- |
| Понінка         | 7402             |
| Буртин          | 842              |
| Лодзянівка      | 123              |
| Залісся         | 112              |
| Липівка         | 61               |
| Новаки          | 39               |
| Лісне           | 11               |

## Символіка

### Прапор
Затверджений 13 червня 2018 року рішенням № 1 сесії селищної ради.
Прямокутне полотнище зі співвідношенням сторін 2:3 складається з двох рівновеликих горизонтальних смуг — синьої і зеленої. Від древка відходить білий трикутник в 1/3 довжини прапора, на якому дві ялини — зелена і світло-зелена.